# Ouled Nail

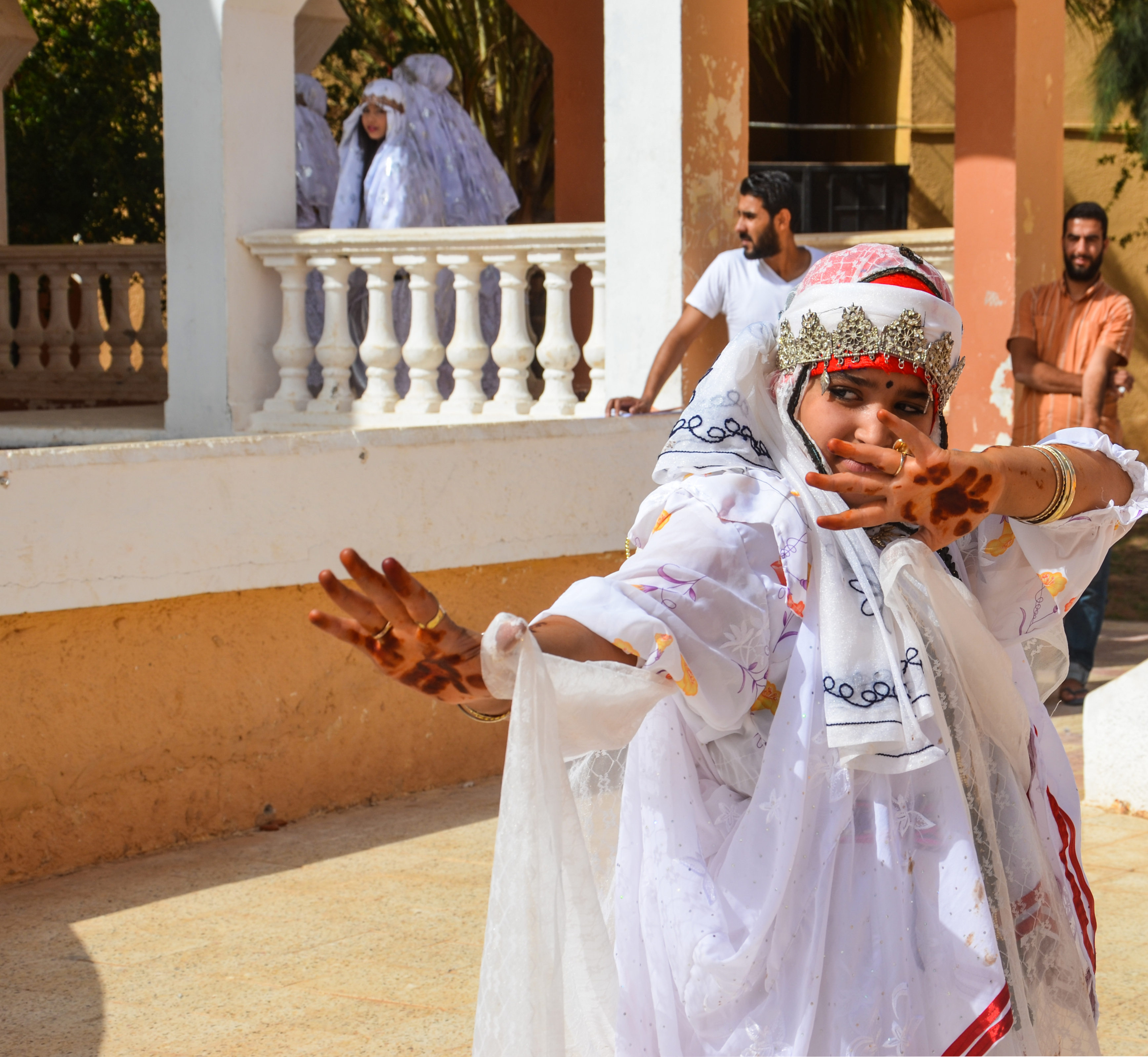
Tänzerin der Ouled Nail.

Die Ouled Nail (arabisch أولاد نايل, DMG Awlād Nāyil) sind eine halbnomadische arabische Stammeskonföderation, die im Sahara-Atlas in Algerien lebt.

## Leben
Die Ouled Nail leben in der Umgebung der Städte El Djelfa, Chellala und Bou Saada im Ouled-Nail-Gebirge, einem Teil des Sahara-Atlas. Ihre Zelte sind rot und schwarz gestreift. Sofern sie nicht sesshaft sind, leben sie von Viehzucht und der Herstellung von Teppichen. Sie stammen ursprünglich aus einer gebirgigen Wüstenregion und behaupten, vom Propheten Mohammed abzustammen.

## Tänze

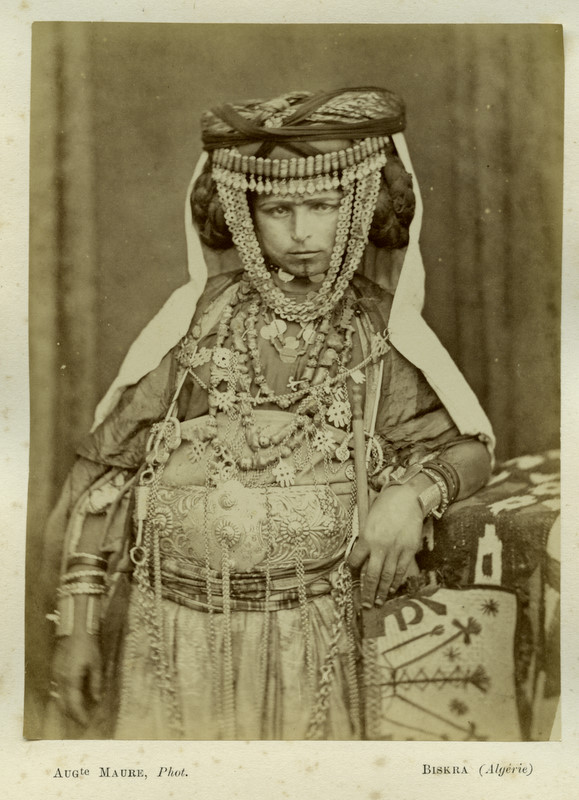
Ein Mann der Ouled Nail in Biskra. Studioporträt des französischen Fotografen Auguste Maure um 1875

Berühmt sind die Ouled Nail für ihre Tänzerinnen. Eine Frau, die beruflich tanzte, hatte bei ihnen, anders als im Vorderen Orient üblich, keine Probleme mit ihrem Ruf. Tanzen galt im Gegenteil als angesehener Beruf, den junge Mädchen ohne Behinderung ausüben konnten. Meist verließen sie ihre ländliche Umgebung und ließen sich in größeren Städten nieder, um zu tanzen. Sie wurden von Großmüttern, Müttern oder Tanten begleitet, die auch als „Anstandsdamen“ fungierten. Sie legten ihre Verdienste in Halsketten, Colliers und Geschmeiden an, mit denen sie sich schmückten und die gleichzeitig ihren Wohlstand und ihre Aussteuer sichtbar machten. Wenn diese ausreichend hoch war, hatten sie keine Probleme, einen Mann zu finden und zu heiraten. Wenn sie vorher ein Kind zur Welt brachten, konnten sie es behalten.
Die Frauen tanzten meist paarweise. Typisch für ihren Tanzstil sind flatternde Hand- und Fingerbewegungen, kleine Schleifschritte zur Seite und nach vorne und Gleiten mit dem Kopf.
Der Schmuck und das selbstbewusste Auftreten der Ouled Nail-Mädchen als Tänzerinnen faszinierten westliche Algerien-Besucher. 1914 beschrieb Frank Edward Johnson  sie im National Geographic Magazine so:

“[The] Ouled Nail, with her robe of vivid crimson embroidered in gold, her soft silk veil of the palest blue …the wide gold girdle with its innumerable chains and pendants, the necklaces of coins, the bracelets of silver and gold, and the crown-like head-dress, is the personification of the gorgeous East.”

„[Die Frau der] Ouled Nail, mit ihrem goldbestickten Gewand aus leuchtendem Purpur, ihrem weichen Seidenschal aus dem zartesten Blau, …ihr breiter goldener Gürtel mit seinen unzähligen Ketten und Gehängen, der Halskette aus Münzen, den Armreifen aus Silber und Gold und dem schmuckbekrönten Haar ist die Verkörperung des traumhaften Orients“

Maler und Fotografen wie Rudolf Franz Lehnert, Auguste Maure und Nasreddine Dinet fertigten zahlreiche Porträts von Ouled-Nail-Mädchen an.

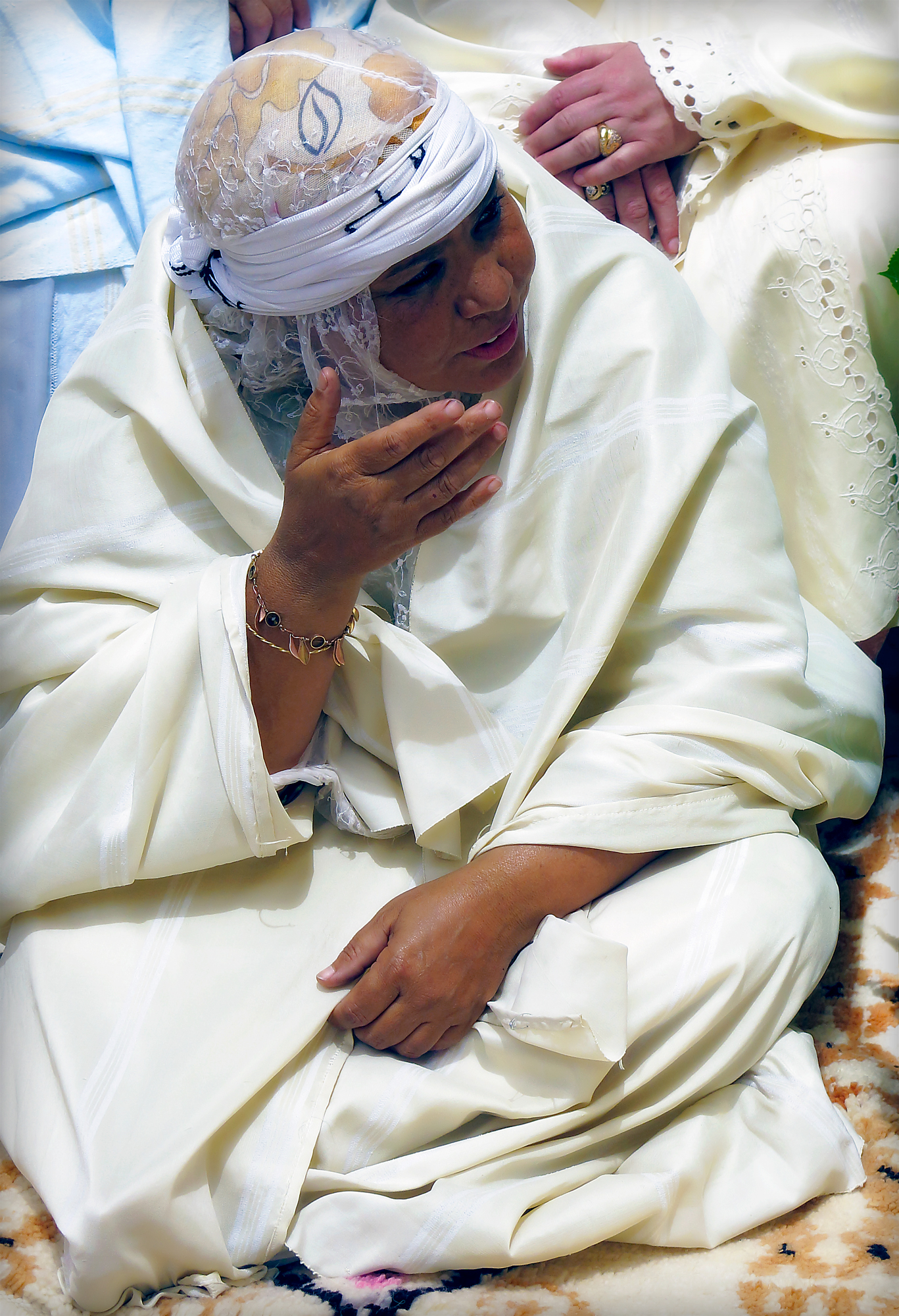
Frau der Ouled Nail in Algerien.

Während der französischen Besetzung hatten die Tänzerinnen viele Stammkunden unter den französischen Militärs. Nach der Kolonialzeit waren ihnen aber nur noch Auftritte auf Familienfesten und im lokalen Rahmen erlaubt.
Heute gehen nur noch wenige Mädchen der Tätigkeit als Tänzerin nach. Auch ihre Kleidung hat sich verändert, obwohl die traditionellen Kostüme noch benutzt werden. Brokatstoff, Seide, goldene Diademe und Münzgirlanden werden seltener angelegt.  Heute tragen die Tänzerinnen meist mehrere Überzüge aus durchscheinender Kleidung, manchmal umhüllt von einer palla, und ihre Turbane und Kopftücher sind aus synthetischem Material gefertigt. Manche Tänzerinnen tragen zusätzlich einen durchsichtigen Schleier, andere verzichten völlig auf eine Kopfbedeckung. Tänzerinnen, die gleichzeitig singen, können höhere Gagen verlangen und ihren Beruf längere Zeit ausüben.
Die bekanntesten Tänzer und Musiker der Ouled Nail leben in Bou Saada. Ihre Aufführungen beginnen oft mit einer von den Musikern angeführten Prozession. Die Aufführung wird durch die oboenähnliche ghaita und Ululieren der Frauen angekündigt.  Auf der Bühne sitzen Tänzer und Musiker gemeinsam auf einer Plattform, während die Solisten und Tanzgruppen einzeln  hervortreten.  Auch die Männer der Ouled Nail tanzen, sie führen einen Tanz mit Gewehren auf und verhüllen dabei ihre untere Gesichtshälfte mit ihrer Kopfbedeckung.
Die verschiedenen Stämme treffen sich an Feiertagen und zu Festivals in Chellala und schlagen dort gemeinsam ihre Zelte auf. Während des „Teppichfestes“ führen sie ihre Tänze informell für Teppichhändler und -käufer auf. Jedes Zelt beherbergt eine Gruppe von Musikern, Tänzern und Sängern, manchmal wirbt ein davor stehender Ausrufer um Kunden. Die Tänzerinnen sind meist Frauen, die Bauchtanz aufführen und sich dabei manchmal auch um zahlungskräftige Stammkunden  bemühen.